# Snom
Snom Technology GmbH – niemieckie przedsiębiorstwo produkująca telefony VoIP w oparciu o standard IETF Session Initiation Protocol (SIP). Produkty firmy Snom są skierowane do małych i średnich firm, biur domowych, dostawców usług internetowych, przewoźników i producentów oryginalnego sprzętu. Firma została założona w 1996 roku z siedzibą w Berlinie i jest spółką zależną w całości należącą do VTech Holdings Limited od 2016 roku.

## Historia
Firma Snom została założona w 1996 roku w Berlinie przez Christiana Stredicke i Nicolasa-Petera Pohlanda, byłych informatyków z Uniwersytetu Technicznego w Berlinie. W 1999 roku firma rozpoczęła produkcję telefonów VoIP, wprowadzając model snom 100. Do 2000 roku firma skupiła się na wizji stworzenia interoperacyjnych komponentów do systemów komunikacji przedsiębiorstwa. Zamiast sprzedawać jedno rozwiązanie platformy telefonicznej, firma położyła nacisk na samodzielne telefony VoIP, które są kompatybilne z platformami opartymi na standardach od różnych dostawców, co stało się możliwe dzięki wprowadzeniu protokołu inicjowania sesji (SIP), który został niedawno ustandaryzowany w Internet Engineering Task Force (IETF).
W 2001 roku Snom założył spółkę joint venture w Bangalore w Indiach. W 2006 roku Snom otworzył biuro w North Andover w stanie Massachusetts, aby wejść na rynek północnoamerykański. W 2008 roku założono Snom Italy SRL, w 2009 Snom France SARL, aw 2010 r. Snom UK Ltd.
Pod koniec 2016 roku firma Snom Technology AG została przejęta przez VTech Holdings Limited. Transakcja została sfinalizowana w dniu 21 listopada 2016 r.